# Промоина
Промоина — протяжённое эрозионное углубление в грунте, возникающее, как правило, из-за струйчатого размыва грунта временными водотоками при таянии снега и ливневых дождях. Обычно имеет длину в несколько десятков метров, ширину до нескольких метров и глубину один-два метра. Является промежуточной между водороиной и оврагом формой линейного полого микрорельефа. От оврага промоина отличается тем, что её продольный профиль следует форме склона (овраг имеет самостоятельный профиль); а от водороин и рытвин — большей глубиной и непроходимостью для сельскохозяйственной техники. Имеет V-образный поперечный профиль, образуется в легко размывающихся породах.
В городском ландшафте промоинами нередко называют размывы грунта, подстилающего твёрдое покрытие проезжей части или тротуара, когда временный водоток возникает в результате коммунальной аварии из-за прорыва трубопроводов водоснабжения или канализации. В результате такого размыва может произойти неожиданное обрушение дорожного покрытия, опасное как для пешеходов, так и для автомобилей.